# Sveriges herrlandslag i handboll i världsmästerskapet 1999
VM-truppen 1999

## VM-truppen 1999
Förbundskapten: Bengt ”Bengan” Johansson
- Peter Gentzel, Redbergslids IK
- Tomas Svensson, FC Barcelona
- Magnus Wislander, THW Kiel
- Thomas Sivertsson, HK Drott
- Ola Lindgren, HSG Nordhorn
- Martin Frändesjö, GWD Minden
- Johan Pettersson, HSG Nordhorn
- Stefan Lövgren, TV Niederwürzbach
- Pierre Thorsson, VfL Bad Schwartau
- Staffan Olsson, THW Kiel
- Magnus Andersson, HK Drott
- Ljubomir Vranjes, Redbergslids IK
- Henrik Andersson, HK Drott
- Christian Ericsson, Lugi HF
- Mathias Franzén, Redbergslids IK